# Leite Lopes Airport
Leite Lopes Airport (engelska: Dr. Leite Lopes State Airport, portugisiska: Aeroporto Estadual Dr. Leite Lopes) är en flygplats i Brasilien.   Den ligger i kommunen Ribeirão Preto och delstaten São Paulo, i den sydöstra delen av landet, 600 km söder om huvudstaden Brasília. Leite Lopes Airport ligger 549 meter över havet.
Terrängen runt Leite Lopes Airport är platt. Runt Leite Lopes Airport är det mycket tätbefolkat, med 1 095 invånare per kvadratkilometer.. Närmaste större samhälle är Ribeirão Preto, 6,1 km sydväst om Leite Lopes Airport.
Runt Leite Lopes Airport är det i huvudsak tätbebyggt.